# Крем-фреш

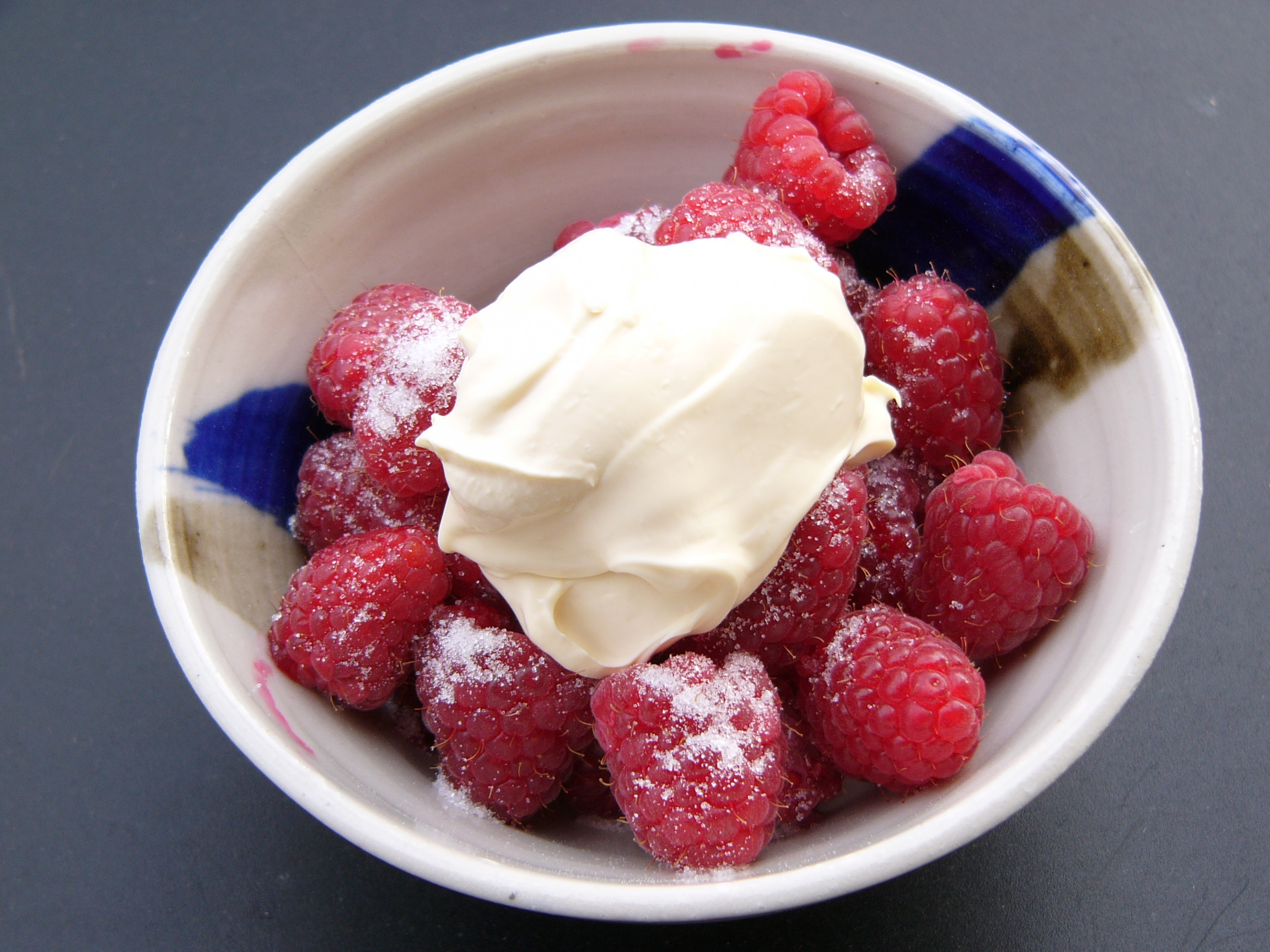
Малина с фреш-крем и сахаром

Крем-фреш (от фр. crème fraîche — «свежие сливки») — французский кисломолочный продукт с содержанием жира не более 30 % (обычно 15—18 или 28 %), технологически идентичный сметане. Готовится заквашиванием пастеризованных сливок из коровьего молока. У крем-фреш плотный, слегка кисловатый вкус.
В составе допускается до 15 % сахарозы. В продаже обычно предлагается натуральным или с добавлением чеснока, пряностей или зелени, иногда с добавлением желатина.
Является ингредиентом салатных заправок, соусов или супов. В Нормандии его иногда добавляют в кальвадос и готовят соус для рыбы, мидий и баранины; в долине Луары его подают как гарнир.
Для приготовления крем-фреш сливки помещаются в большую ёмкость, куда добавляются молочнокислые бактерии. За 18—40 часов при температуре от 20 до 40 °C эти бактерии превращают молочный сахар в молочную кислоту. Свой особый вкус и консистенцию крем-фреш приобретает благодаря денатурации содержащихся в сливках белков. В производстве крем-фреш не допускается использование стабилизаторов, консервантов и иных добавок. После ферментации крем-фреш не проходит дополнительной термической обработки.
В Англии, Испании, Италии, Дании, в странах Бенилюкса часто стоят на полках магазинов рядом и даже имеют одного производителя продукты с названиями crème fraîche и sour creme. Более того, часто присутствуют оба названия на одной упаковке.
Родственным крем-фреш продуктом французской кухни является крем-дубль, отличающийся более высоким содержанием жира.